# 武子官庄城楼
武子官庄城楼，位于山西省临汾市翼城县中卫乡武子官庄村西，建于清代。 
1987年8月20日，武子官庄城楼公布为翼城县文物保护单位。